# خورخي غالفان
خورخي غالفان (بالإسبانية: Jorge Galván)‏ هو كاتب ومهندس مكسيكي، ولد في 1 أبريل 1966 في مدينة مكسيكو في المكسيك.